# Gus Zernial
Gus Edward Zernial (Beaumont, Texas, 27 de junio de 1923-Fresno, California, 20 de enero de 2011), más conocido como Gus Zernial, fue un jugador profesional estadounidense de béisbol que se desempeñó en la posición de jardinero izquierdo en las Grandes Ligas de Béisbol (MLB).

## Carrera
Zernial jugó como profesional tres temporadas en Chicago White Sox (1949-1951), después pasó a Athletics (1951-1957), luego a Detroit Tigers, donde jugó dos temporadas (1958-1959), y fue el equipo en el que se retiró.

## Títulos
Fue campeón en jonrones de la Liga Americana en una oportunidad (1951).